# Wyspa Kalifornia

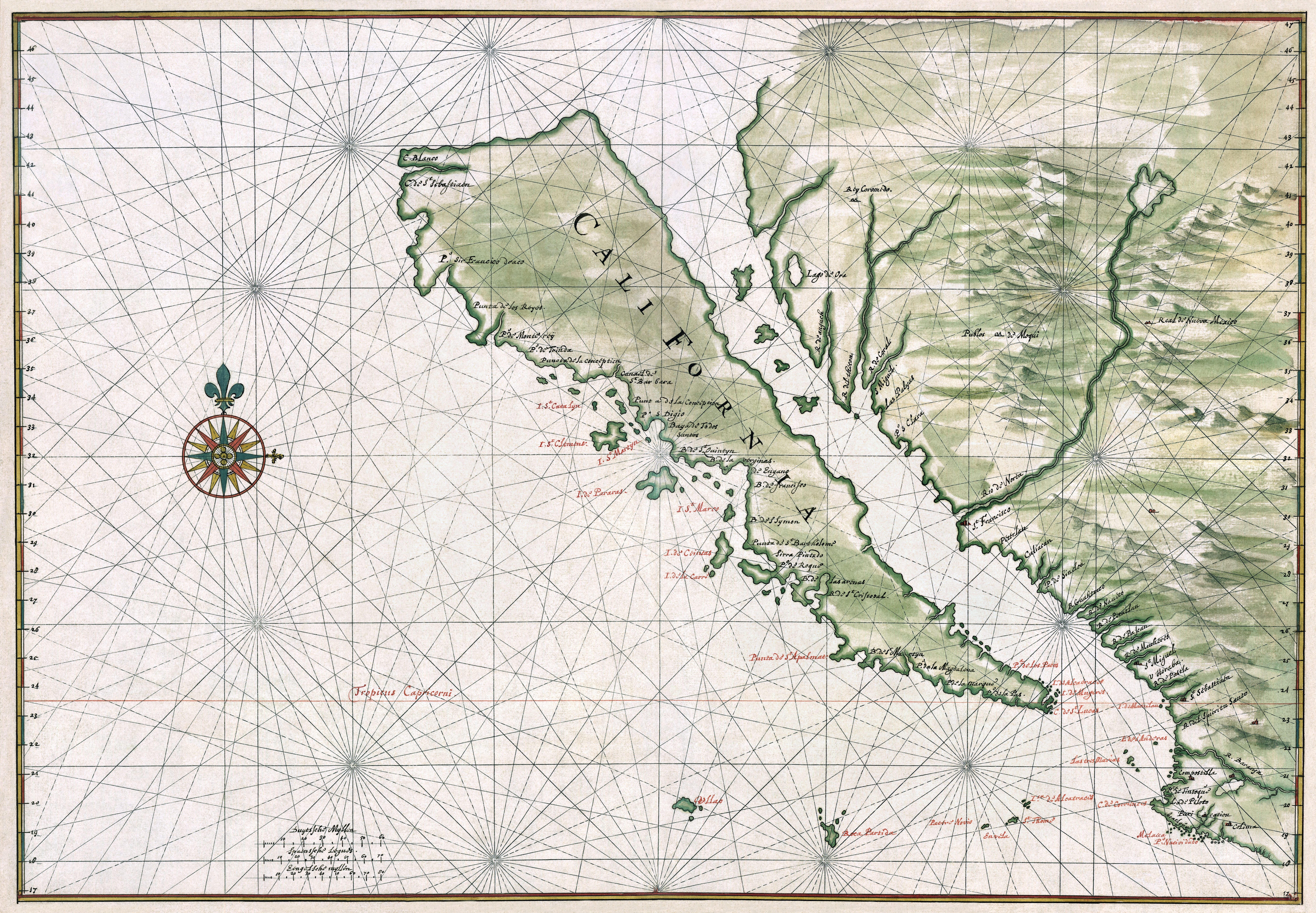
Mapa Kalifornii, ok. 1650

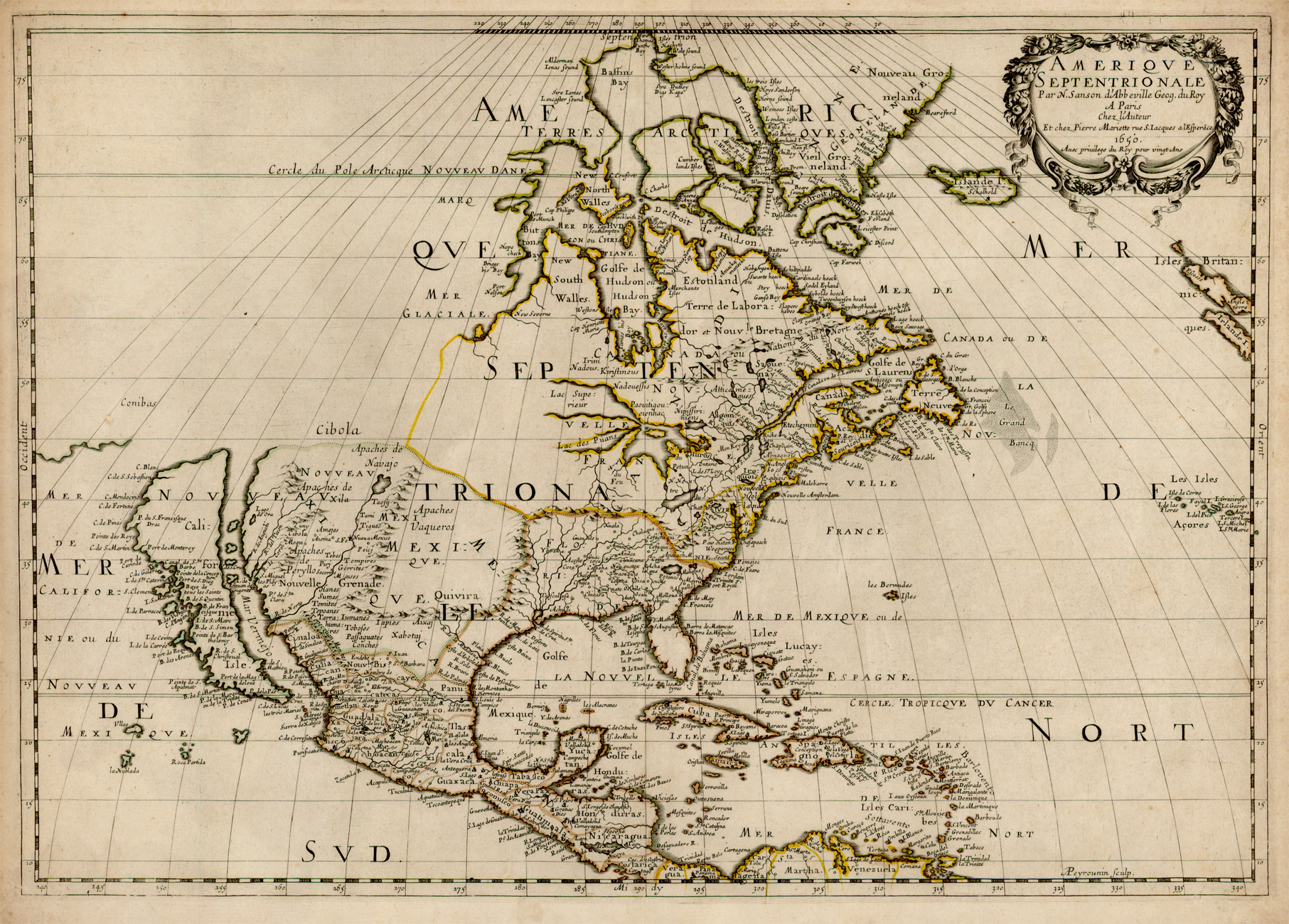
Wyspa Kalifornia na mapie Nicolasa Sansona z 1650 roku

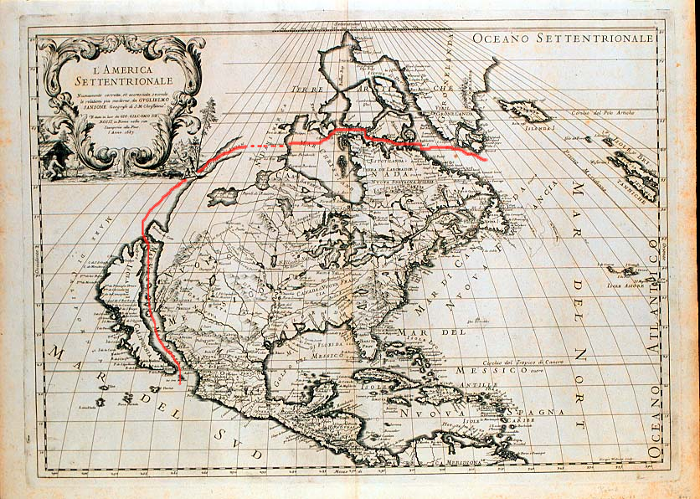
Mapa Ameryki północnej z zaznaczonym przejściem

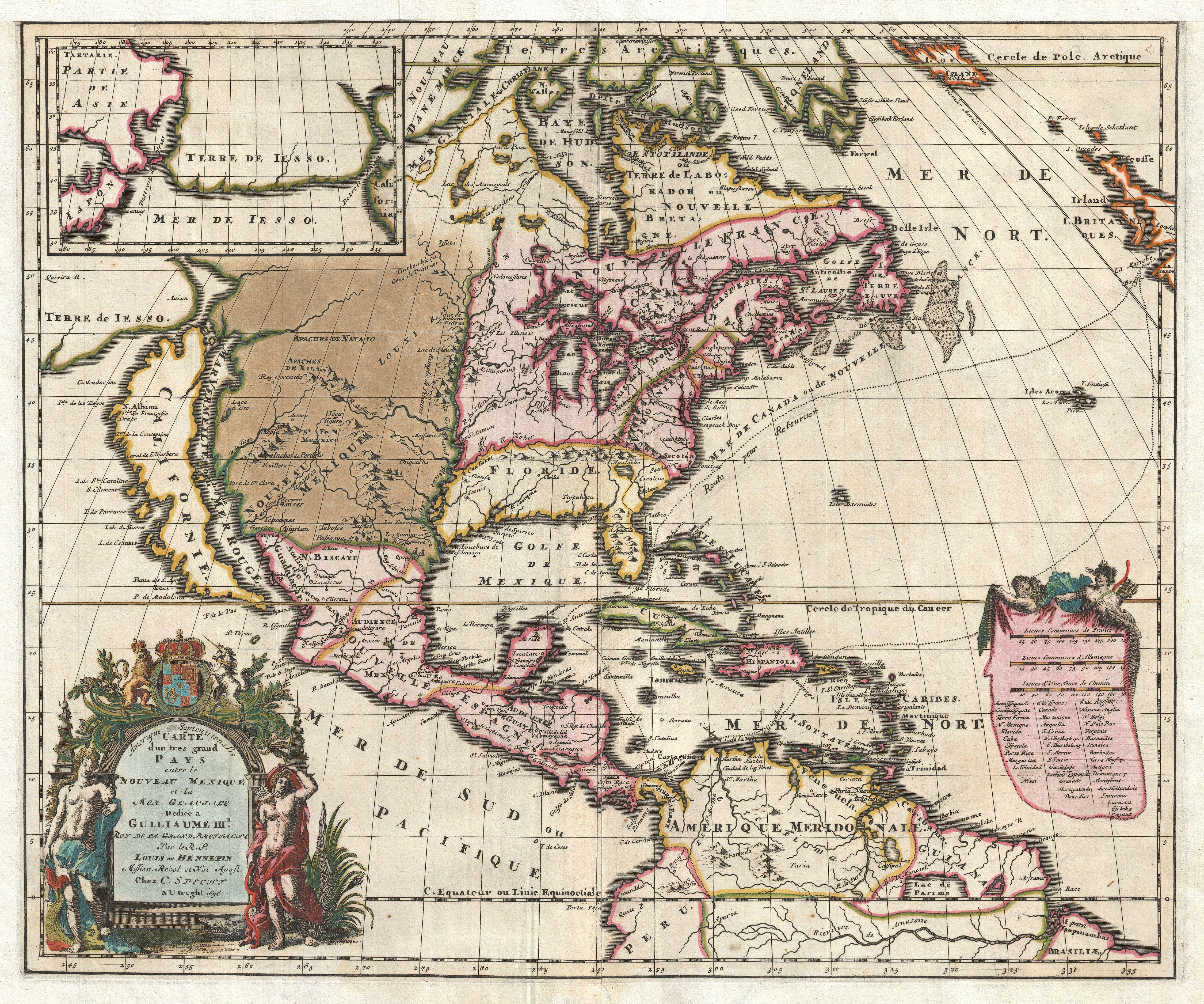
Mapa Louisa Hennepina Ameryki Północnej

Wyspa Kalifornia – błędne określenie Kalifornii jako wyspy, datowane na XVI wiek. Sądzono wtedy, że Kalifornia była oddzielona w całości od kontynentu amerykańskiego przez cieśninę, a nie, jak obecnie wiadomo, przez Zatokę Kalifornijską.
Jest jednym z najbardziej znanych błędów kartograficznych w historii, propagowanym na wielu mapach w XVII i XVIII wieku pomimo wielu sprzecznych dowodów od wielu badaczy.